# Cushmanidea guhai
Cushmanidea guhai is een mosselkreeftjessoort uit de familie van de Cushmanideidae. De wetenschappelijke naam van de soort is voor het eerst geldig gepubliceerd in 1978 door Jain.